# サレルノ国際映画祭
サレルノ国際映画祭（サレルノこくさいえいがさい、伊: Festival del cinema di Salerno）は、1946年からイタリアの都市サレルノで開催されている映画祭。
英語では、単にサレルノ映画祭（Salerno Film FestivalやThe Film Festival of Salerno）とも表現される。

## 概要
第1回の開催以来、毎年開催（1953年、1957年、1959年、1960年を除く）されている。会場は、主に北部に位置するパラッツォ・ディ・チッタ（サレルノ市庁舎）の1階にある映画館兼劇場「Augusteo」だが、ヴェルディ劇場で開催されることもある。

## 歴史
映画を通じて文化を奨励するという野心的なプログラムを持っていた「CINE CLUB SALERNO」（映画文化振興のための非営利団体）は、1945年に「friends for the skin」というグループから生まれた。そして、翌年1946年に、記念すべき第1回となる映画祭「NATIONAL EXHIBITION OF CINEMA A PASSO RIDOTTO」が誕生した。
From a group of "friends for life was born in 1945, CINE CLUB SALERNO, film culture association nonprofit, which had an ambitious program to promote culture through cinema. So, in 1946, he saw the light the first NATIONAL EXHIBITION FILM PITCH REDUCED that over the years became INTERNATIONAL FESTIVAL OF CINEMA OF SALERNO.(FestivaldiSalerno)
1946年に初めて開催されたサレルノ映画祭は、35ミリフィルムをすべて16ミリフィルムに変換し、より快適に鑑賞できるようにした、いわゆる「縮小上映（reduced step）」ムーブメントにおける最初の映画祭となった。
この記念すべきイベントには、ヴィットリオ・デ・シーカやロッサノ・ブラッツィ、アドリアーナ・ベネッティ、マリア・メルカデル、マリエラ・ロッティといったイタリア映画界の映画関係者が参加した。その際、上映会はサレルノだけでなく、カーヴァ・デ・ティッレーニやポジターノ、アマルフィでも開催された。

## 参照
- ジッフォーニ映画祭（英語版）